# Attention to Detail
Attention to Detail Ltd (ATD) era una desarrolladora de videojuegos británica con sede en Hatton. Fundada por graduados de la Universidad de Birmingham en septiembre de 1988, fue adquirida por Kaboom Studios en enero de 1997. El estudio cerró en agosto de 2003 debido a problemas financieros en Kaboom Studios. Los juegos notables de ATD incluyen Rollcage, Rollcage Stage II, Lego Racers 2 y  Drome Racers.

## Historia
A mediados de 1987, Chris Gibbs, Martin Green, Nalin Sharma y Jon Steele crearon el puerto Atari ST de Super Sprint para Activision. Sharma ya tenía experiencia en el desarrollo de Commodore 64 y contactos en la industria de los videojuegos, lo que permitió la asociación del grupo con Activision. La conversión terminó en doce semanas. Simultáneamente, Fred Gill había desarrollado el juego Octan para el ZX Spectrum, que vendió a Firebird. Gibbs, Gill, Green y Stelle, así como Jim Torjussen, fundaron Attention to Detail en septiembre de 1988. Todos los fundadores eran graduados de la Universidad de Birmingham. La empresa ocupada 12 000 pies cuadrados (1114,8 m²) de graneros convertidos en Hatton, en las zonas rurales de Warwickshire. En enero de 1997, la compañía fue adquirida por Geoff Brown, quien estableció Geoff Brown Holdings (más tarde Kaboom Studios) para administrar la propiedad. En medio de problemas financieros en Kaboom Studios y con Attention to Detail sin poder encontrar un editor para Ion Runner, el estudio fue colocado en liquidación el 28 de agosto de 2003, despidiendo a los 50 miembros del personal y cancelando Ion Runner.

## Videojuegos
| Año  | Título                                                  | Plataforma(s)                                                   |
| ---- | ------------------------------------------------------- | --------------------------------------------------------------- |
| 1990 | Night Shift                                             | Amiga, Amstrad CPC, Atari ST, Commodore 64, MS-DOS, ZX Spectrum |
| 1992 | Indiana Jones and the Fate of Atlantis: The Action Game | Amiga, Amstrad CPC, Atari ST, Commodore 64, MS-DOS, ZX Spectrum |
| 1993 | Cybermorph                                              | Atari Jaguar                                                    |
| 1995 | Blue Lightning                                          | Atari Jaguar                                                    |
| 1995 | Battlemorph                                             | Atari Jaguar                                                    |
| 1996 | Blast Chamber                                           | MS-DOS, PlayStation, Sega Saturn                                |
| 1996 | The Incredible Hulk: The Pantheon Saga                  | MS-DOS, PlayStation, Sega Saturn                                |
| 1999 | Rollcage                                                | Microsoft Windows, PlayStation                                  |
| 2000 | Rollcage Stage II                                       | Microsoft Windows, PlayStation                                  |
| 2000 | Sydney 2000                                             | Dreamcast, Microsoft Windows, PlayStation                       |
| 2001 | Ducati World                                            | Dreamcast, Microsoft Windows, PlayStation                       |
| 2001 | Lego Racers 2                                           | Microsoft Windows, PlayStation 2                                |
| 2002 | Salt Lake 2002                                          | Microsoft Windows, PlayStation 2                                |
| 2002 | Firebugs                                                | PlayStation                                                     |
| 2002 | Drome Racers                                            | Microsoft Windows, GameCube, PlayStation 2                      |